# Chucks Nwoko
Afraik Kaejtan ("Chucks") Nwoko (Lagos, 21 november 1978) is een voormalig profvoetballer uit Malta, die werd geboren in Nigeria. Hij sloot zijn actieve carrière in 2009 af bij de Maltese club Qormi FC. Hij speelde als aanvallende middenvelder.

## Interlandcarrière
Nwoko speelde 46 interlands voor de Maltese nationale ploeg, en scoorde één keer in de periode 1998-2003. Hij verkreeg de Maltese nationaliteit dankzij zijn huwelijk met een Maltese. Onder leiding van bondscoach Josifa Ilić maakte hij zijn debuut op vrijdag 6 februari 1998 in het oefenduel tegen Albanië, net als Jonathan Magri Overend en Paul Sixsmith. Nwoko moest in die wedstrijd na tachtig minuten plaatsmaken voor Gilbert Agius. Zijn eerste en enige interlandtreffer maakte hij op woensdag 12 februari 2003 in de vriendschappelijke thuiswedstrijd tegen Kazachstan (2-2).